# Daniel Szczepankiewicz
Daniel Szczepankiewicz (* 23. August 1993 in Konin) ist ein polnischer Fußballtorhüter.

## Karriere

### Verein
Daniel Szczepankiewicz begann seine Karriere in seiner Geburtsstadt bei Aluminium Konin. Später wechselte er innerhalb seiner Jugendzeit zu Lech Posen, dem größten Verein der Region. Im Jahr 2010 kehrte er kurzzeitig zurück nach Konin zu Górnik, um ein Jahr später bei Sokół Kleczew zu unterschreiben. 2012 wechselte der Torhüter zum Zweitligisten Miedź Legnica, für den er einen Einsatz im polnischen Pokal gegen Polonia Warschau und in der Liga gegen Kolejarz Stroze absolvierte. Im Februar 2013 nahm ihn der Drittligist Wisła Płock unter Vertrag. Bis zum Ende der Saison kam er für Płock auf 14 Drittligaspiele und blieb sechsmal ohne Gegentor. Dem Verein gelang der Aufstieg in die zweite Liga. Zu Beginn der Zweitligasaison 2013/14 war er noch Stammtorhüter, verlor den Platz jedoch im Verlauf der Spielzeit. Im September 2014 verließ er den Verein und blieb bis Februar 2015 vereinslos. Er fand mit dem Drittligisten Siarka Tarnobrzeg einen neuen Verein. Nach einem halben Jahr kehrte er zu seinem vormaligen Verein Sokół Kleczew zurück.
Im August 2017 wechselte Szczepankiewicz nach Deutschland zum Bischofswerdaer FV 08 in die Oberliga Nordost. Mit dem Verein gewann er die Süd-Staffel der Oberliga und stieg in die Regionalliga Nordost auf. Szczepankiewicz ging den Weg in die Regionalliga allerdings nicht mit, sondern verblieb in der Oberliga beim VFC Plauen. Ab 2019 stand er in der Regionalliga West beim SV Straelen, Wuppertaler SV und Rot Weiss Ahlen unter Vertrag. Im Sommer 2022 wechselte er weiter zum FC Gütersloh in die Oberliga Westfalen und gewann dort den Westfalenpokal. Zwei Jahre später schloss sich Szczepankiewicz dann dem Ligarivalen TuS Bövinghausen an.

### Nationalmannschaft
Szczepankiewicz absolvierte am 14. August 2013 ein Länderspiel für die polnische U20-Nationalmannschaft.

## Erfolge
- Westfalenpokalsieger: 2023